# 霍爾默森 (新澤西州)
霍爾默森（英語：Holmeson）是位於美國新澤西州蒙茅斯縣及海洋縣的非建制地區。

## 歷史
霍爾默森的郵局於1904年設立，其後於1916年停運。

## 地理
霍爾默森所處的海拔為高於海平面49米（即161英呎），而該地所採用的時區為UTC-5，即北美东部时区（EST）。同時該地設有夏令時間，為UTC-5調快一小時，即UTC-4（EDT）。